# Na Wang (huyện)
Na Wang (tiếng Thái: นาวัง) là một huyện (amphoe) ở phía tây của tỉnh Nongbua Lamphu, đông bắc Thái Lan.

## Địa lý
Các huyện giáp ranh (từ phía đông theo chiều kim đồng hồ) là Na Klang, Si Bun Rueang của Tỉnh Nongbua Lamphu, Erawan và  Na Duang của tỉnh Loei.

## Lịch sử
Huyện được thành lập ngày 30 tháng 4 năm 1994, khi 5 tambon đã được tách ra từ huyện Na Klang. Đơn vị này đã được nâng cấp thành huyện ngày 11 tháng 10 năm 1997.

## Hành chính
Huyện này được chia thành 5 phó huyện (tambon), các đơn vị này lại được chia ra thành 51 làng (muban). Na Lao là một thị trấn (thesaban tambon) nằm trên một phần của the tambon Na Lao và Thep Khiri. Có 5 Tổ chức hành chính tambon.
| STT | Tên          | Tên tiếng Thái | Số làng | Dân số |  |
| --- | ------------ | -------------- | ------- | ------ |  |
| 1.  | Na Lao       | นาเหล่า         | 13      | 8.778  |  |
| 2.  | Na Kae       | นาแก           | 10      | 8.139  |  |
| 3.  | Wang Thong   | วังทอง          | 12      | 8.672  |  |
| 4.  | Wang Pla Pom | วังปลาป้อม       | 8       | 6.848  |  |
| 5.  | Thep Khiri   | เทพคีรี          | 8       | 4.879  |  |